# کارل تئودور زاهل
کارل تئودور زاهل (دانمارکی: Carl Theodor Zahle; زاده ۱۹ ژانویهٔ ۱۸۶۶ – درگذشته ۳ فوریهٔ ۱۹۴۶) یک سیاست‌مدار و وکیل اهل دانمارک بود.